# БК-13
BK-13 е брониран катер от Волжската военна флотилия, участвала в Сталинградската битка. През 1994 г. е поставен като паметник на Централния насип на Волгоград.

## Велика отечествена война
Брониран катер BK-13 е един от серията бронирани лодки на проект 1125. Положен в корабостроителницата в Зеленодолск на името на Максим Горки през 1941 г. пуснат на вода през пролетта на 1942 г., на 10 юли става част от Волжката военна флотилия.
От 24 юли до 17 декември 1942 г. БК-13 участва в отбраната на Сталинград във втория дивизион на Волжската военна флотилия. За проявения героизъм при отбраната на града дивизията е удостоена със званието гвардейска. Командирът лейтенант Дмитрий Григориевич Маркин е награден с орден Червено знаме.
На 14 септември 1943 г. бронираната лодка е прехвърлена на Днепърската флотилия, като част от нея участва в битките на Припят и Западен Буг, Беларуската и Берлинската настъпателни операции.

## Текущо състояние
След войната бронираният катер продължава да служи в състава на Дунавската флотилия. Когато е разформирован през 1960 г., BK-13 е дарен на Музея на отбраната на Царицин – Сталинград.
От 1960 г. до 1994 г. бронираният катер се намира в задната част на Волгоградския корабостроителен и кораборемонтен завод в Краснослободск. През 1994 г. е монтиран на централния вход на панорамния музей на битката при Сталинград като паметник; през 1995 г. е преместен на пиедестал, проектиран от архитект Т. П. Садовски. През 2013 г. до паметника е монтирана паметна плоча с имената на членовете на екипажа.
В Русия и страните от бившия СССР най-малко 12 бронирани катера от серия 1125 са запазени като паметници. Във Волгоград в се ремонтира (2018 г.) BK-31 (потънал в битка на 9 октомври 1942 г.), бронирана лодка от тази серия и „близнак“ на BK-13, който е изваден от дъното на Волга през 2017 г.
На BK-13 е посветено стихотворението „Бронирана лодка“ от волгоградския поет Павел Великжанин.